# Poésie algérienne de langue française
 (novembre 2016).
La poésie algérienne de langue française est apparue en Algérie au début des années 1930 avec la publication des recueils de Jean Amrouche. Elle se développe durant la guerre d'Algérie sous les formes d'une littérature de résistance au colonialisme français. Après l'indépendance de l'Algérie, elle exprime une révolte anti-conformiste souvent véhémente contre l'injustice, l'exploitation et des traditions sociales jugées mutilantes. 

## Historique

### Origine

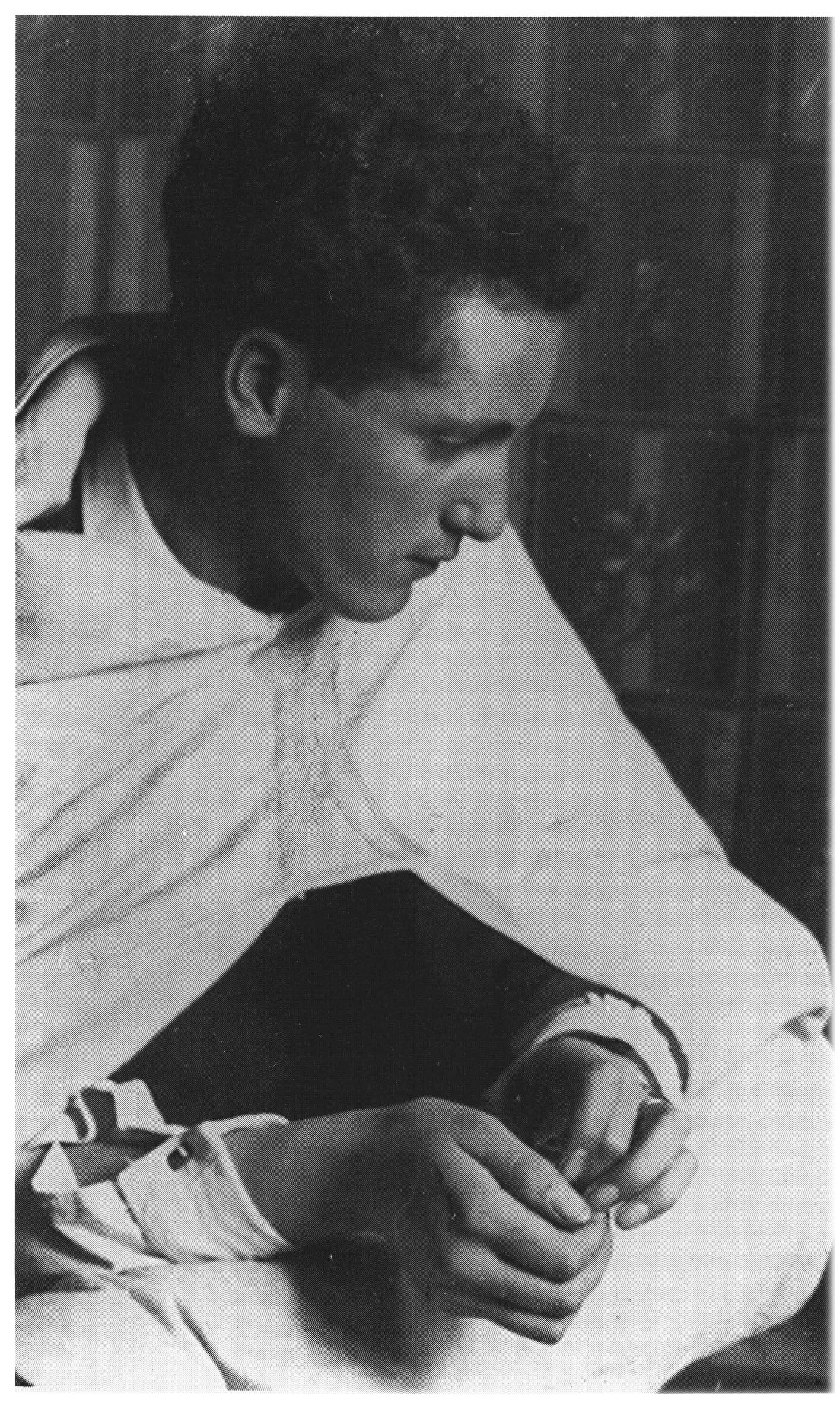
Jean Amrouche (1906-1962

En 1984 Tahar Djaout esquisse dans Les Mots migrateurs le parcours historique de la poésie algérienne de langue française. Dans le premier volet de son introduction, il distingue « de manière très approximative » trois générations essentielles, ou même quatre, « puisque Jean Amrouche » (1906-1962), « dont l'œuvre poétique principale a été élaborée dans les années 1930, constituerait à lui seul une « génération » ». Ses recueils essentiels, Cendres et Étoile secrète sont en effet publiés à Tunis en 1934 et 1937.
« Aux Algériens on a tout pris
la patrie avec le nom
le langage avec les divines sentences
de sagesse qui règlent la marche de l’homme
depuis le berceau
jusqu’à la tombe (...) »
Les poèmes qu'il écrit deux décennies plus tard, tel « Le combat algérien » datant de juin 1958, partagent l'esprit qui anime les poètes de la génération suivante.

### Une poésie de résistance

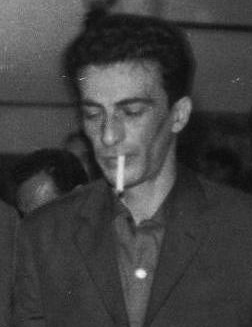
Kateb Yacine (1929-1989) en 1962

Djaout rassemble en une deuxième génération les poètes nés autour des années 1920 ou 1930 qui développent la poésie algérienne de langue française dans le sens d'une écriture de résistance et de combat. De 1945 à 1962 elle se présente, comme l'écrivait en 1971 Jean Sénac, lui-même acteur de ce développement, « comme une fresque du malheur et de l'expérience tenace » : « arc-boutée aux charniers, prenant son souffle et son visage à partir de 1954 elle allait pendant quelques années mettre le verbe au service de la libération du territoire. Elle fut, pendant cette période, à l'image de notre combat, une insurrection de l'esprit ». Sénac rassemble sous son signe les noms de Mohammed Dib (1920-2003) et Kateb Yacine (1929-1989) dont les œuvres se sont principalement déployées dans les champs du roman et du théâtre, d'Anna Gréki (1931-1966), Mostefa Lacheraf (1917-2007), Henri Kréa (1933-2000), Nordine Tidafi (1929-1990), Bachir Hadj Ali (1920-1991), Ismaël Aït Djafer (1929-1995), Messaour Boulanouar (1933), Nourredine Aba (1921), Boualem Khalfa (1923) et Malek Haddad (1927-1978). À travers leurs poèmes, ajoute-t-il, « c'est tout un peuple qui dénonçait, répertoriait l'horreur, revendiquait et dressait  dans la nuit le fanal de nos certitudes » : ils « témoignent de la plus haute façon pour une époque tragique et glorieuse de notre histoire ».
Malgré les difficultés, politiques, militaires et policières liées à la guerre d'Algérie certains recueils de ces poètes ont pu, grâce à quelques éditeurs français (Pierre-Jean Oswald, Subervie) paraître avant 1962 : La Complainte des Mendiants arabes de la Casbah et de la petite Yasmina tuée par son père d'Ismaël Aït Djafer, écrite en 1951 en 1953, Le Malheur en danger de Malek Haddad en 1956, Liberté première de Henri Kréa et certains des poèmes de Mohammed Dib en 1957, Certitudes de Boualem Khalfa et Matinales de mon peuple de Jean Sénac en 1961.
D'autres recueils ne seront publiés qu'après l'indépendance de l'Algérie : La Toussaint des énigmes de Nourredine Aba, Alger, Capitale Alger d'Anna Gréki, Chants pour le onze décembre et autres poèmes de Bachir Hadj Ali, La meilleure force de Messaour Boulanouar composée entre 1956 et 1960,  Le Toujours de la patrie de  Nordine Tidafi en 1963, Soleil de notre nuit de Djamel Amrani en 1964.

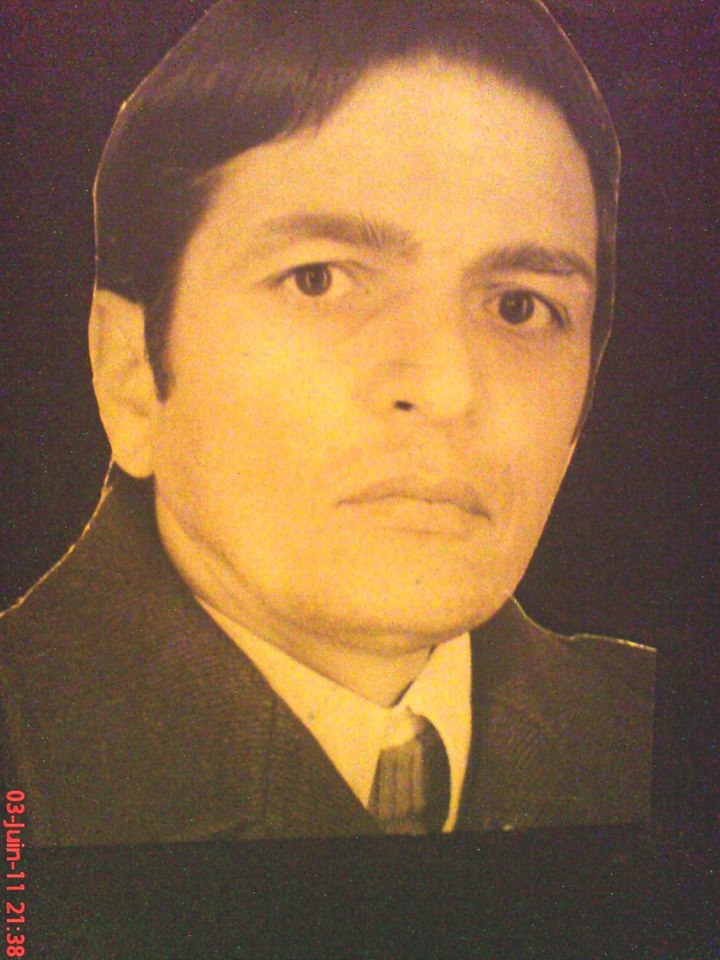
Messaour Boulanouar (1933-2015)

Dès 1963 Denise Barrat rassemble dans Espoir et Parole, des poèmes des écrivains de cette génération et de quelques-uns de la suivante : Danièle Amrane, Djamel Amrani, Jean Amrouche, M'hamed Aoune, Abdelhamid Baitar, Mourad Bourboune, Hocine Bouzaher, Mohammed Dib, Leila Djabali, Assia Djebar, Tewfik Farès,  Lâadi Flici, Anna Gréki, Nadia Guendouz, Malek Haddad, Bachir Hadj Ali, Kateb Yacine, Henri Kréa, Kaddour M'Hamsadji, Malika O'Lahsen, Jean Sénac, Boualem Taibi, Ahmed Taleb, Nordine Tidafi, Moufdi Zakaria, Z'hor Zerari. Dans Diwan algérien, La poésie algérienne d'expression française de 1945 à 1965 Jacqueline Lévi-Valensi et Jamel Eddine Bencheikh réunissent en 1967 des œuvres, précédées d'introductions et de courtes biographies, de l'ensemble des poètes ayant participé à cette littérature de combat, l'ouvrage s'achevant sur l'évocation plus rapide de vingt-cinq « autres poètes », généralement plus jeunes.

### Après l'Indépendance

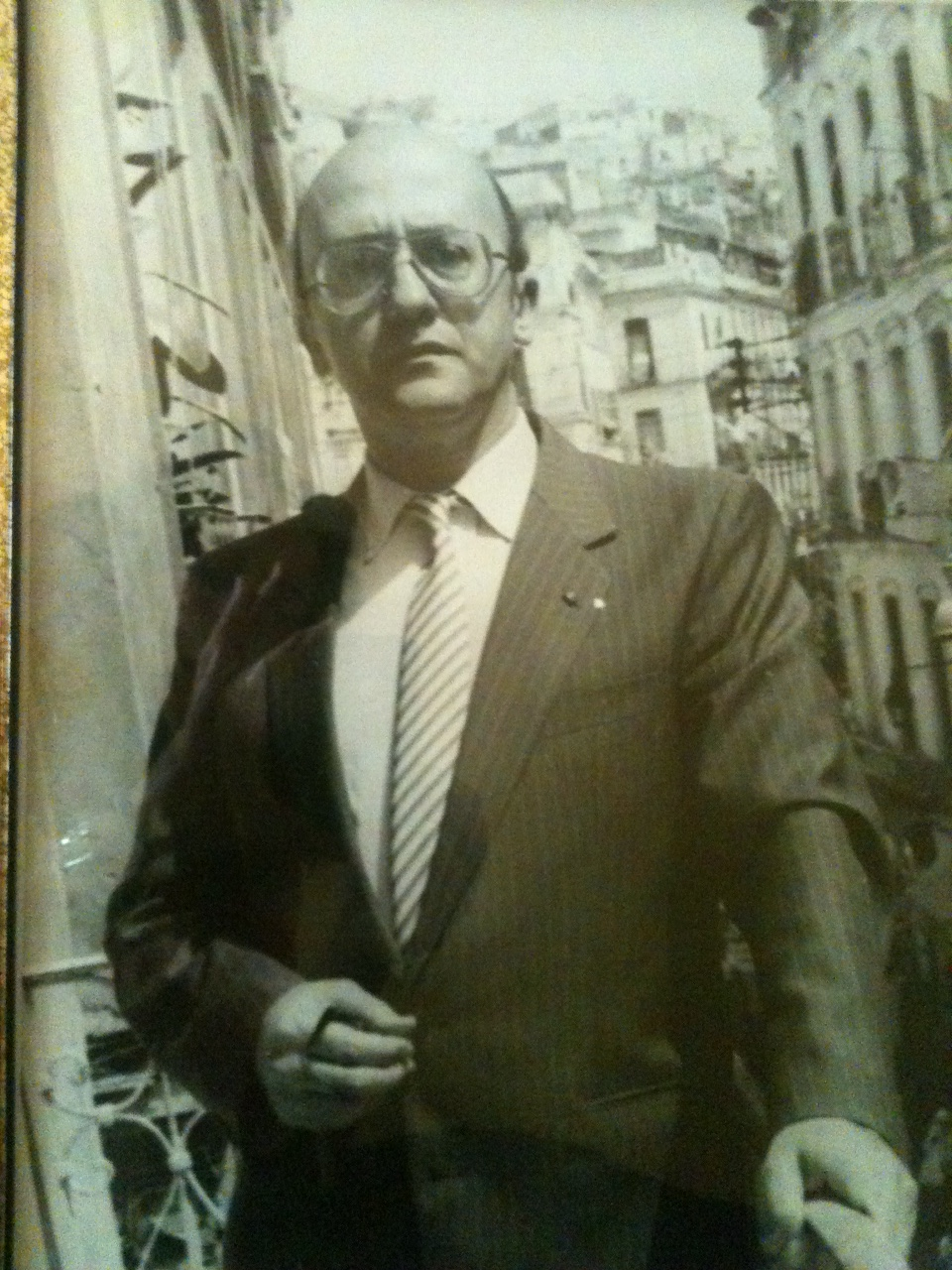
Lâadi Flici (1937-1993)

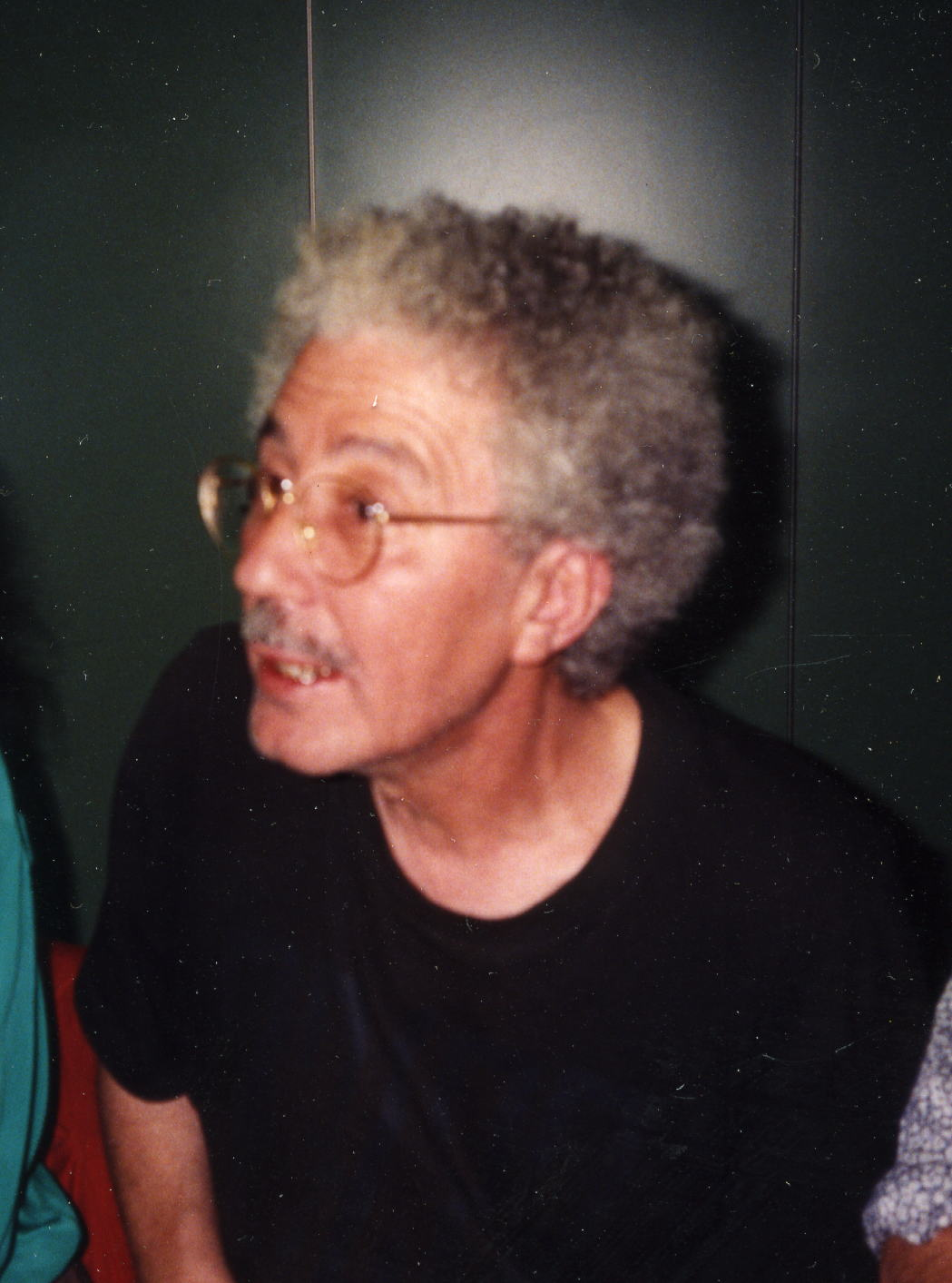
Malek Alloula (1937-2015) vers 1992

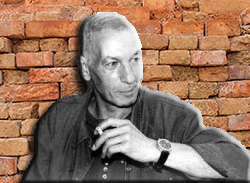
Ahmed Azeggagh (1942-2003)

« On a souvent tendance à limiter notre poésie à cette seule période et aux thèmes épiques qu'elle a suscités », poursuivait en 1971 Jean Sénac dans la préface, « Le levain et la fronde », de son anthologie. Mais, selon l'historique, treize ans plus tard, de Tahar Djaout, une troisième génération de poètes, nés autour des années 1940 est apparue. « Bien que profondément marquée par la guerre », elle « a essayé d'exprimer ses préoccupations, ses problèmes, son ambition, dans des œuvres au ton souvent direct et parfois agressif. Biffant d'un vaste cri le chantier de nos larmes, la jeune poésie voulut hisser le chant national au niveau des exigences révolutionnaires », analysait Sénac.
Les nouveaux recueils qui expriment ses aspirations paraissent, après l'Indépendance de l'Algérie, à partir de 1964. Sénac cite ainsi les noms de Mourad Bourboune (1938) dont Le Pèlerinage païen paraît en 1964, Hamou Belhalfaoui qui publie Soleil vertical la même année, Rachid Boudjedra (1941) et Ahmed Azeggagh (1942-2003) (tous deux publiés par ses soins aux Éditions Nationales, Pour ne plus rêver étant illustré pour le premier par Mohammed Khadda, Chacun son métier pour le second par Denis Martinez), Malek Alloula (1937- 2015), Tewfik Farès (1937), Lâadi Flici (1937-1993), Jamel Moknachi (1938-1992), Ahmed Khachali, Mohammed Ismaïl Abdoun. 
« Le ton n'est plus celui de l'espoir adossé au drame, qui nourrissait notre lyrisme depuis 1954, mais un défi lancé à toutes les mutilations, le ton assuré et presque téméraire du nouveau citoyen qui sait, avec le soc de la parole, dans la lancée de ses frères, qu'il prépare une moisson constamment en péril », poursuit Jean Sénac. Les thèmes abordés par ces poètes, « plus constructifs » et « plus orientés vers une conscience collective », s'enracinent au-delà de la situation nationale, dans une solidarité avec « le combat progressiste mondial incarné par le Viêt-Nam, la Palestine, l'Angola, Cuba » .
« (...) Que ce soit en Angola, que ce soit à Jéricho, à Boston
À Caracas, à Philadelphie, que ce soit en Afrique du Sud
L'ennemi est le même, le monstre est le même
C'est un monstre avec des milliers de tentacules
Des milliers d'yeux, des milliers de bouches
C'est un monstre, un monstre qui suce le sang des peuples (...) »
écrit ainsi Lâadi Flici dans La Démesure et le royaume, publié à Alger en 1969. Et Ahmed Azeggagh dans Chacun son métier :
« Je suis né en Allemagne nazie et moi en Amérique
Noire et moi en Afrique basanée et moi je suis
Pied-noir et moi Juif et moi on m'appelait Bicot
On en a marre de vos histoires et vos idées (...)
Elle
N'oublie jamais la jeunesse malgré
Sa grande jeunesse mais
Elle
A horreur des horreurs »

### La nouvelle poésie

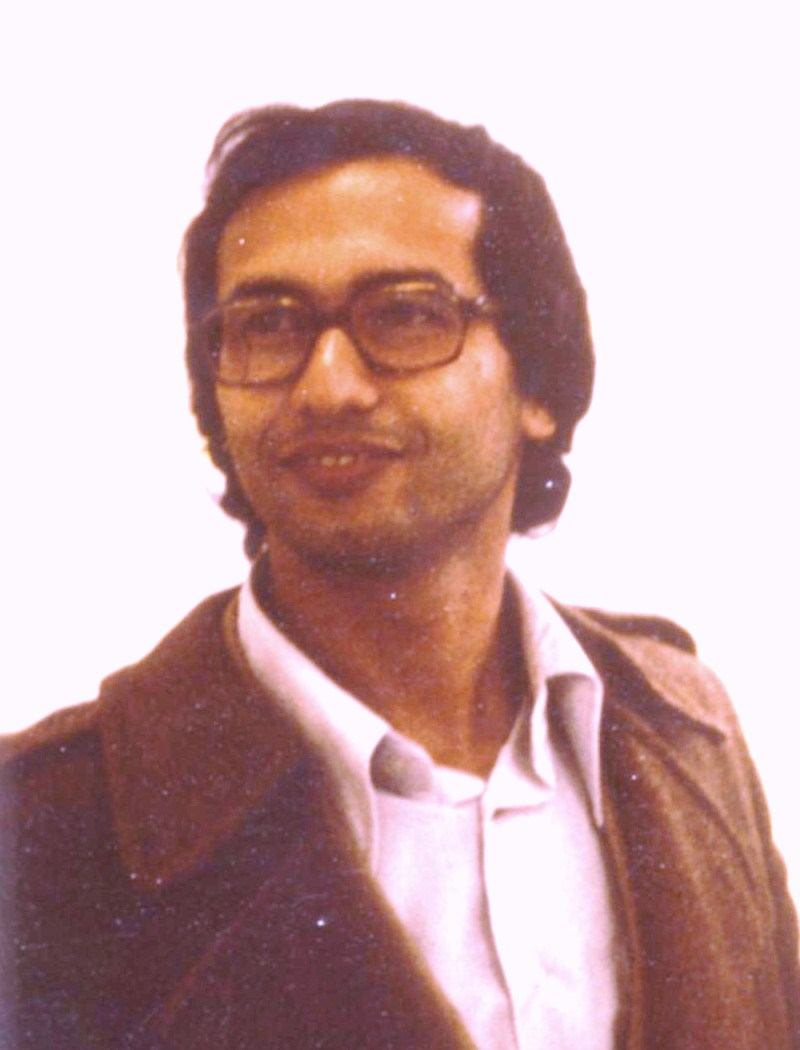
Tahar Djaout (1954-1993) en 1980

En 1971 Jean Sénac compose une « Anthologie de la nouvelle poésie algérienne » qui révèle un ensemble de jeunes poètes « de graphie française » nés, en une quatrième génération, entre 1943 et 1953, qu'il encourage passionnément en leur offrant des espaces, à mesure plus réduits, d'expression : Youcef Sebti (1943-1993), Abdelhamid Laghouati (1943), Rachid Bey (1946), Djamal Imaziten (1950), Boualem Abdoun (1950), Djamal Kharchi (1950), Hamid Skif (1951-2011), Ahmed Benkamla (1951) et Hamid Nacer-Khodja (1953). « Ignorée de ses pairs, voici donc une génération qui s'est construite dans l'isolement, le doute, la rupture », écrit-il : « en huit ans d'indépendance, contre toutes les mutilations, les étouffements, les torpeurs, les menaces, la marée des médiocres et des stagnateurs, malgré silences et mensonges, presque hors-la-loi (et digne en cela de ses « libérateurs »), une vague littéraire importante s'est affermie et monte à l'assaut du rivage ». 
Revenant quelques années plus tard sur cette anthologie, Bachir Hadj Ali rappelle que ces poètes sont les « enfants des zones de regroupement, du temps des tortures généralisées, enfants de l'exil, des perquisitions nocturnes et du réveil brutal de la mort quotidienne, des secrets chuchotés, des maisons silencieuses, de la grève scolaire, des grandioses manifestations de décembre 1960, de la danse effrénée dans la prison de Barberousse vide, le 5 juillet 1962. (...) Ils sont aussi les adolescents des premiers temps de la libération, du désenchantement qui a suivi ». Hadj-Ali observe que « les thèmes du mal de vivre et de la difficile conquête du bonheur, idée neuve dans notre pays », chez ces jeunes poètes « brillent d'un sombre éclat ». L'amour apparaissant le « thème dominant du recueil », « cette poésie est arc tendu contre la tradition sclérosée du mariage » et « les préjugés ancestraux » : « au commencement de cette poésie, il y a l'impasse, la négation et la révolte ». 

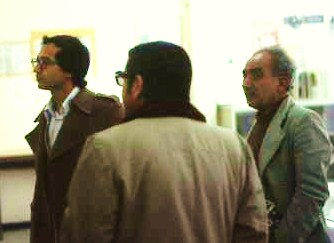
Tahar Djaout, Messaour Boulanouar et M'hamed Aoune dans une exposition de littérature, 1980

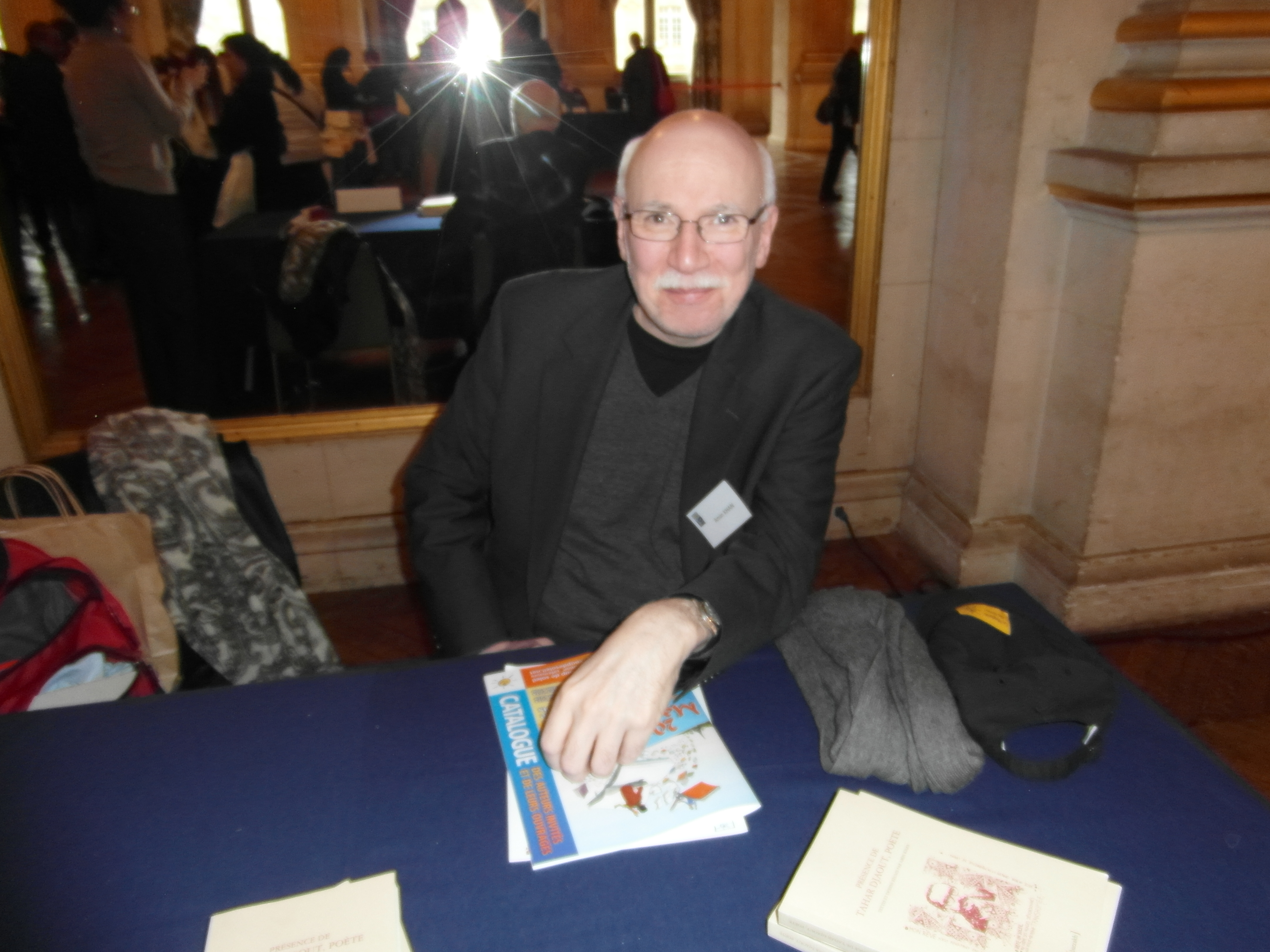
Amine Khan en 2014

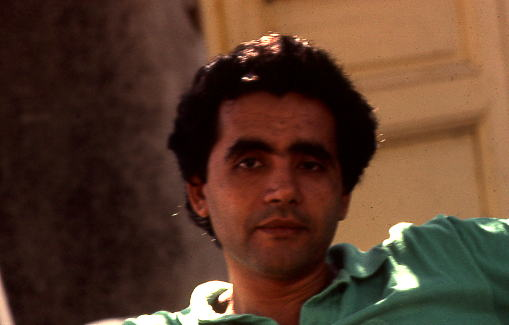
Habib Tengour en 1989

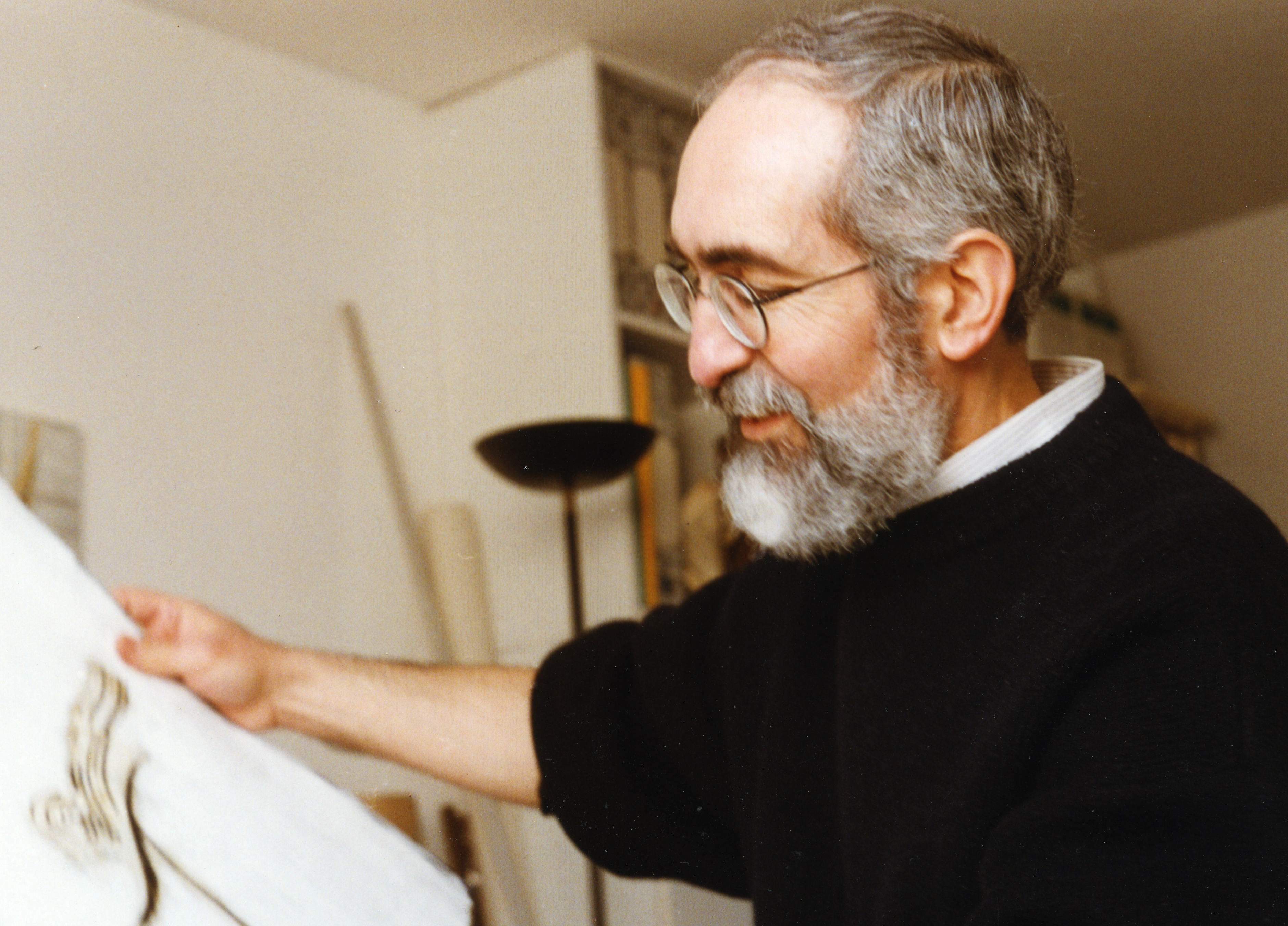
Hamid Tibouchi en 1997

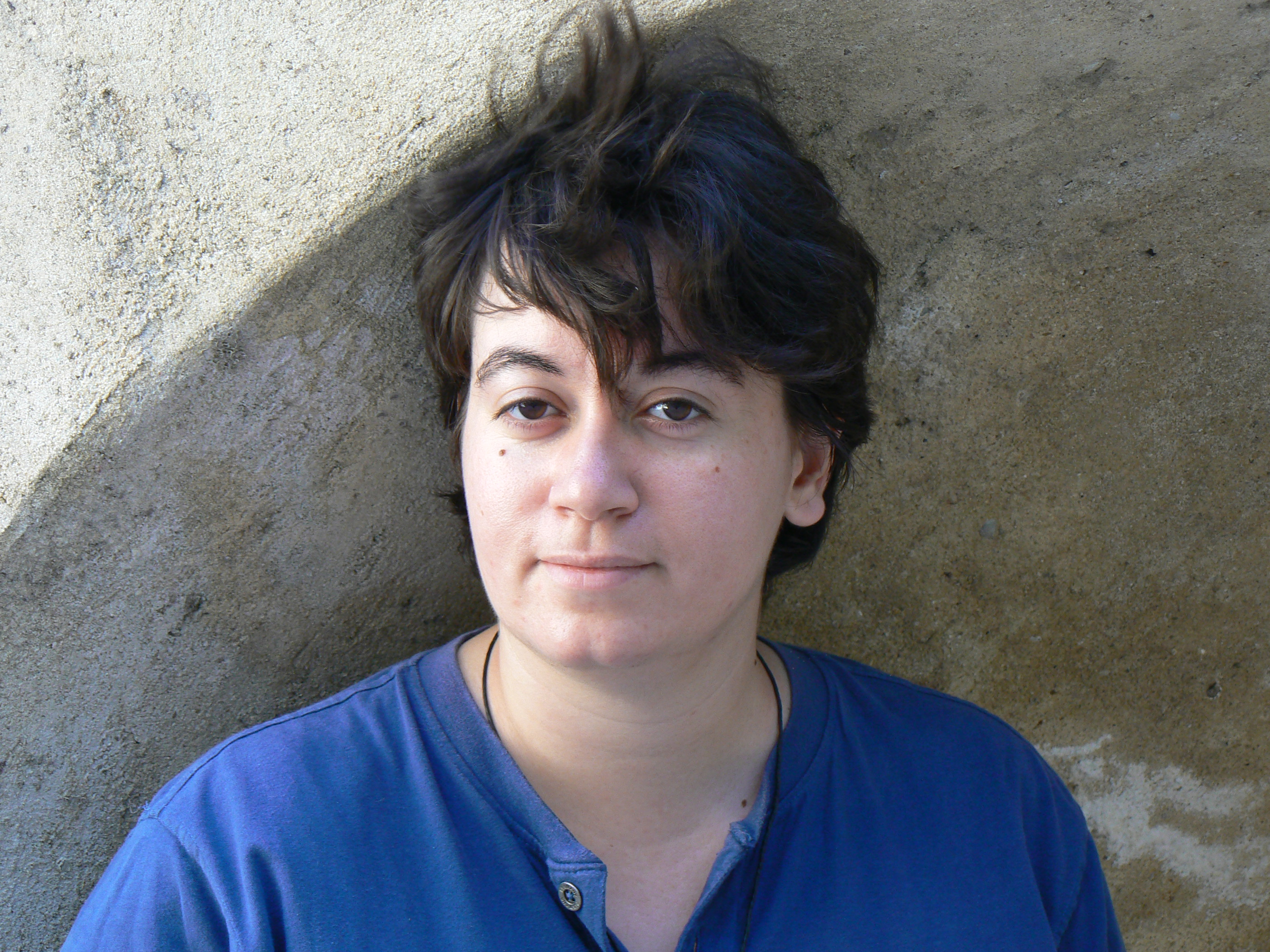
Samira Negrouche en 2010

Selon Tahar Djaout cette nouvelle « génération remuante et controversée » de jeunes poètes « dont certains critiques ou lecteurs veulent d'ailleurs à tout prix exagérer la nouveauté (...) doit beaucoup aux deux précédentes ». Après la publication en 1981 de Jeunes poètes algériens par Jean Déjeux, Tahar Djaout rassemble lui-même en 1984 dans Les Mots migrateurs un nouvel ensemble de poètes appartenant sensiblement à cette même génération : Youcef Sebti (1943-1993), Rabah Belamri (1946-1995), Habib Tengour (1947), Abdelmadjid Kaouah (1954), Hamid Tibouchi (1951), Mohamed Sehaba, Kamel Bencheikh, Hamid Nacer-Khodja (1953), Tahar Djaout lui-même (1954-1993), Amine Khan (1956) et Daouia Choualhi. Leurs premiers recueils n'ont été édités qu'après 1971 en France (Mer ouverte de Hamid Tibouchi en 1973; Tapapakitaques, la poésie-île de Habib Tengour en 1976; Chemin de brûlure de Rabah Belamri, dans un tirage limité, en 1983), au Canada (Solstice barbelé de Tahar Djaout au Québec en 1975 et Prélude à l'espoir de Kamel Bencheikh en 1984) ou en Algérie même (Bonne année ou les joies perfides de Abdelmadjid Kaouah dans une édition artisanale en 1977 ; Colporteur d'Amine Khan en 1980 ; L'Enfer et la folie de Youcef Sebti, daté septembre 1962-octobre 1966, en 1981). L'« Avertissement » de l'anthologie que compose Tahar Djaout précise d'emblée que la poésie algérienne de langue française « n'est pas toute la poésie algérienne », quand n'ont cessé de s'affirmer la poésie de langue arabe et la poésie berbère « qui commence d'abord par détruire le ghetto de l'oralité où elle a toujours été confinée ». Djaout souligne de plus « l'arbitraire » de sa classification, les interférences et les chevauchements, notamment, étant inévitables. 
Dans le second volet de son introduction, « Une poésie dite nouvelle », il revient sur l'anthologie réalisée par Jean Sénac une douzaine d'années plus tôt. Trois seulement des poètes qu'elle rassemblait, observe-t-il, ont depuis publié un recueil, deux autres continuant cependant à écrire. « La meilleure manière de rendre hommage à cette anthologie préparée par un grand poète aujourd'hui disparu est de la situer enfin dans ses justes proportions. Au lien d'en faire la Bible et la référence exclusive de la jeune poésie algérienne, il faudrait plutôt lui restituer son rôle de catalyseur, de jalon et d'aiguillon ». Dans le choix « forcément partiel et partial » qu'opère Djaout, Youcef Sebti et Hamid Nacer-Khodja apparaissent ainsi les deux seuls noms qui figuraient dans l'anthologie de Sénac. 
Analysant la nouveauté de ces poètes, parmi lesquels il se place explicitement, Tahar Djaout souligne qu'ils « échappent dans leur majeure partie aux limites sclérosantes de l'objectivisme et de la célébration utilitaire : la nouvelle poésie algérienne est devenue d'autant plus vociférante qu'elle se sait condamnée à la marginalité. On consigne tous les rêves, toutes les aspirations, toutes les insultes, toutes les outrances sexuelles comme si l'on savait qu'on n'écrit pas pour être publié ». Au-delà des différences de préoccupations qui se manifestent, « il est indéniable qu'un thème – qui n'est d'ailleurs pas nouveau si l'on se réfère au vieux fonds arabo-berbère, mais que les exigences du combat politique et sans doute aussi une certaine résurgence du puritanisme ont quelque peu refoulé – a (re)conquis une place de choix dans la nouvelle expression poétique algérienne : c'est la célébration du corps qui éclate en fête sensuelle ou en cris de désirs inassouvis ». 
Tahar Djaout achève cependant son analyse sur deux observations essentielles. Si, d'une part, cette expression prend la forme d' « une dénonciation véhémente de la pesanteur des traditions », il arrive qu'elle « passe par le langage possessif et réducteur du mâle. Comme si le monde auquel on aspire est celui de la libération d'un seul corps : le corps de l'homme, la femme demeurant toujours un champ de convoitise et de défoulement – en un mot, un objet ». La nouvelle poésie, d'autre part, « n'est pas simplement solaire » : elle peut être arachnéenne, saturnienne, « chargée de toutes les noirceurs et toutes les boues qui assiègent l'âme ou la cité ». Djaout identifie-t-il déjà les menaces qui allaient dix ans plus tard emporter « la cité » dans la violence du terrorisme et le mener en 1993, tout comme Youcef Sebti et Lâadi Flici, à la mort ?
À travers la publication, en Algérie même ou en France, de recueils de plus jeunes écrivains, la poésie algérienne de langue française ne cesse, depuis, de manifester sa vitalité. En 2012 Abdelmadjid Kaouah publie aux éditions du Seuil Quand la nuit se brise (Poésie algérienne francophone contemporaine) qui, à travers une plus large diffusion, en permet une meilleure connaissance.

## Éléments de bibliographie (ouvrages consultés)
- Jean Sénac, Le Soleil sous les armes, Éléments d'une poésie de la Résistance algérienne, Rodez, Subervie, 1957
- Espoir et Parole, poèmes algériens recueillis par Denise Barrat (Danièle Amrane, Djamel Amrani, Jean Amrouche, M'hamed Aoune, Abdelhamid Baitar, Mourad Bourboune, Hocine Bouzaher, Mohammed Dib, Leila Djabali, Assia Djebar, Tewfik Farès, Lâadi Flici, Anna Gréki, Nadia Guendouz, Malek Haddad, Bachir Hadj Ali, Kateb Yacine, Henri Kréa, Kaddour M'Hamsadji, Malika O'Lahsen, Jean Sénac, Boualem Taibi, Ahmed Taleb, Nordine Tidafi, Moufdi Zakaria, Zehor Zerari), avec des illustrations d'Abdallah Benanteur, Paris, Pierre Seghers éditeur, 1963
- Jacqueline Lévi-Valensi et Jamel Eddine Bencheikh, Diwan algérien, La poésie algérienne d'expression française de 1945 à 1965, Centre Pédagogique Maghribin, 1967
- Pour l'Afrique, textes algériens réunis et présentés par Mustapha Toumi, Alger, Société nationale d'édition et de diffusion, 1969
- Anthologie de la nouvelle poésie algérienne, essai et choix de Jean Sénac (Youcef Sebti, Abdelhamid Laghouati, Rachid Bey, Djamal Imaziten, Boualem Abdoun, Djamal Kharchi, Hamid Skif, Ahmed Benkamla et Hamid Nacer-Khodja), avec un graphisme de Mustapha Akmoun, Paris, Poésie 1, no 14, Librairie Saint-Germain-des-Prés, 1971
- Jean Déjeux, Les tendances depuis 1962 dans la littérature mahgrébine de langue française, Alger, Centre Culturel Français, 1973
- Littérature algérienne, Europe, n°567-568, Paris, juillet-août 1976
- Bachir Hadj Ali, Le mal de vivre et la volonté d'être dans la jeune poésie algérienne d'expression française, dans Europe, n°567-568, Littérature algérienne, Paris, juillet-août 1976. Texte réédité en plaquette, Imprim'art, Alger, 1977
- Jean Déjeux, Bibliographie méthodique et critique de la littérature algérienne de langue française 1945-1977, SNED, Alger, 1979
- Jeunes poètes algériens, choix de Jean Déjeux, Éditions Saint-Germain-des-Prés, Paris, 1981
- Jean Déjeux, Situation de la littérature maghrébine de langue française, Approche historique, Approche critique, Bibliographie méthodique des œuvres maghrébines de fiction, 1920-1978, Alger, Office des Publications Universitaires, 1982
- Michel-Georges Bernard, La nouvelle poésie algérienne de langue française, dans Jalons, Paris, 1982
- Tahar Djaout, Les Mots migrateurs, Une anthologie poétique algérienne, présentée par Tahar Djaout, (Youcef Sebti, Rabah Belamri, Habib Tengour, Abdelmadjid Kaouah, Hamid Tibouchi, Mohamed Sehaba, Hamid Nacer-Khodja, Tahar Djaout, Amine Khan, Daouia Choualhi), Office des Publications Universitaires, Alger, 1984
- Jean Déjeux, Dictionnaire des auteurs maghrébins de langue française, Paris, Éditions Karthala, 1984  (ISBN 2-86537-085-2)
- Anthologie de la littérature algérienne (1950-1987), introduction, choix, notices et commentaires de Charles Bonn, Le Livre de poche, Paris, 1990  (ISBN 2-253-05309-0)
- Christiane Achour, Anthologie de la littérature algérienne de langue française, Paris, Bordas, 1990
- Poètes algériens d'aujourd'hui, présentés par Christiane Achour (Malek Alloula, Nabile Farès, Tahar Djaout, Mohamed Sehaba, Amin Khan), dans Poésie 91, Pierre Seghers fondateur, no 37, avril 1991
- Cinq poètes algériens pour aujourd'hui, Jean Sénac, Tahar Djaout, Abdelmadjid Kaouah, Habib Tengour, Hamid Tibouchi, dans Poésie/première, no 26, Éditions Editinter, Soisy-sur Seine, juillet-octobre 2003
- Abdelmadjid Kaouah, Poésie algérienne francophone contemporaine, couverture de Hamid Tibouchi,  Autres temps éditions, Marseille, 2004  (ISBN 978-2-84521-175-9)
- Ali El Hadj Tahar, Encyclopédie de la poésie algérienne de langue française, 1930-2008 (en deux tomes), Alger, Éditions Dalimen, 2009, 956 pages  (ISBN 978-9961-759-79-0)
- Abdelmadjid Kaouah, Quand la nuit se brise (Poésie algérienne francophone contemporaine), éditions du Seuil, Paris, 2012
- Une anthologie des poésies arabes, images de Rachid Koraïchi, (poèmes choisis par Farouk Mardam-Bey  et Waciny Laredj, calligraphies d'Abdallah Akkar et Ghani Alani), Paris, Éditions Thierry Magnier, 2014 [poèmes notamment de Jean Sénac, Kateb Yacine, Jean Amrouche, Anna Gréki, Noureddine Abba, Rabah Belamri, Youcef Sebti, Malek Alloula, Djamel Amrani]  (ISBN 978-2-36474-536-0)